# Défériprone
Le défériprone est une molécule chélatrice du fer, utilisé comme médicament dans les surcharges en fer.

## Pharmacologie
Il est donné par voie orale. L’absorption est rapide et la demi vie est d'un peu moins de deux heures. Son principal métabolite est la L1-glucuronide. L'élimination de sa forme chélatée est rénale.

## Efficacité
Il permet dans la plupart des cas de diminuer le taux sanguin de ferritine. Il peut être utilisé seul, lorsque la desferrioxamine, un autre chélateur du fer donné par voie sous-cutanée, semble inefficace ou contre-indiquée, ou en association avec cette dernière. 
Il s'avère être supérieur à la desferrioxamine quant à l'amélioration de la fonction cardiaque en cas de cardiomyopathie par surcharge en fer, avec une diminution du risque de survenue d'un événement cardiaque.
Il permet de diminuer la concentration du fer dans le tissu hépatique.

## Effets secondaires
Ils obligent à l'arrêt du traitement dans 5 à 10 % des cas et sont essentiellement gastro-intestinaux. 
Le défériprone peut entraîner une agranulocytose, survenant le plus souvent dans les premiers mois du traitement et chez la femme, imposant une surveillance de l'hémogramme de façon hebdomadaire. Cet agranulocytose est régressive à l'arrêt du traitement.

## Affaire juridique
La chercheuse Nancy Olivieri, ayant decouvert les dangereux effets secondaires du défériprone, s'est retrouvée face à une importante campagne juridique de la part de la commagnie Apotex, et n'a été defendue ni par l'hôpital ni par son université, qui étaient financés par les compagnies pharmaceutiques.